# Midnight Club: Street Racing
Midnight Club: Street Racing ist ein Arcade-Rennspiel für PlayStation 2 und Game Boy Advance, das von Angel Studios entwickelt und 2000 von Rockstar Games veröffentlicht wurde. Das Spiel konzentriert sich auf illegale Straßenrennen und die Fahrzeugtuning-Szene. Es ist das erste Spiel in der Midnight-Club-Reihe, gefolgt von Midnight Club II.
Der Titel dieser Serie bezieht sich auf das japanische Straßenrennsportteam Mid Night Club. In den späten 90ern waren sie berüchtigt für ihre Hochgeschwindigkeitsfahrten auf dem Shuto Expressway in Tokio.

## Handlung
Eine mysteriöse Gruppe städtischer Straßenrennfahrer, bekannt als der Midnight Club, kämpft um Ansehen und verbesserte Sportwagen. Als regelmäßiger Taxifahrer in New York City lernt der Spieler diesen geheimen Club kennen und entscheidet sich für einen Beitritt.
Der Spieler beginnt mit einem relativ unmodifizierten und langsamen Auto, nämlich dem Taxi. Durch eine Reihe von Rennen mit jeweils unterschiedlichen Zielen besiegt er andere Rennfahrer und gewinnt dadurch schnellere und teurere Fahrzeuge. Ziel ist es, den Weltmeister zu besiegen, der sich als junge japanische Frau namens Anika entpuppt und deren Vater in Japan Konzeptautos herstellt. Als einzige Person, die sie in einem Rennen besiegt, ist der Spieler der einzige, der ihre Identität sieht und der Weltmeister des Midnight Club wird, zusammen mit dem Gewinn ihres Konzeptautos. Anika kehrt danach nach Japan zurück.

## Spielprinzip und Spielwelt
Spieler rasen in Straßenrennen durch die Städte London und New York City und müssen der Polizei entkommen. Zum Zeitpunkt der Veröffentlichung galten die Städte des Spiels als sehr detailliert und groß. Neben Turbo Esprit und Midtown Madness war das Spiel Vorreiter bei der Verwendung eines Open-World-Umgebungsdesigns anstelle von vordefinierten Strecken. Neben dem Karrieremodus bietet das Spiel auch einen Arcademodus mit Minispielen an und ermöglicht ein freies Fahren und Erkunden. Insgesamt gibt es 42 Fahrzeuge in 14 Kategorien. Dabei gibt es standardmäßige Unterschiede in Fahrverhalten, Beschleunigung, Höchstgeschwindigkeit und Schadensklasse, die durch Tuning angepasst werden können.
Jede Stadt enthält echte Nachbildungen der Realität. Zu den Wahrzeichen Londons zählen der Trafalgar Square, der Palace of Westminster und der Big Ben sowie die Tower Bridge. New York umfasst Sehenswürdigkeiten wie den Times Square, das Empire State Building, das World Trade Center, das Rockefeller Center, den United Nations Plaza, das Plaza Hotel, den Madison Square Garden, den Washington Square Park, den Wall Street Bull, den Battery Park und den Central Park.
Mehrspieler-Modi wie Capture the Flag können auf der PlayStation 2 mit zusätzlichen Controllern abgespielt werden.

## Rezeption

### Kritik
Die PlayStation-2-Version erhielt überwiegend positive Kritiken. GameRankings und Metacritic gaben der Version 76,99 % bzw. 78 von 100 Punkte. Die Game-Boy-Advance-Version erhielt eher schlechte Kritiken mit 48,43 % auf GameRankings und 50 von 100 Punkten auf Metacritic.
IGN lobt an der PlayStation-2-Version die offene Spielwelt mit den vielen Geheimnissen und Abkürzungen. Game Revolution kritisiert die Texturen und das allgegenwärtige Gameplay. 4Players lobt hingegen die Grafik für die Zeit. An der Game-Boy-Advcance-Version werden Mängel in der Spielmechanik und das Spielgefühl kritisiert.

### Verkaufszahlen
Bis Juli 2006 hatte die PlayStation-2-Version von Midnight Club 1,5 Millionen Exemplare verkauft und in den Vereinigten Staaten 43 Millionen US-Dollar erreicht. Next Generation hat es als das 32 meistverkaufte Spiel für PlayStation 2, Xbox oder GameCube zwischen Januar 2000 und Juli 2006 in diesem Land eingestuft. Der kombinierte Verkauf von Midnight-Club-Konsolen-Releases erreichte in den USA bis Juli 2006 2,5 Millionen Einheiten.